# 塞西雷峨螺
塞西雷峨螺（学名：Cantharus cecillei），是新腹足目峨螺科Cantharus属的一种。主要分布于越南、韩国、中国大陆、台湾，常栖息在潮间带至水深36米。